# 第54戰鬥機聯隊 (納粹德國)

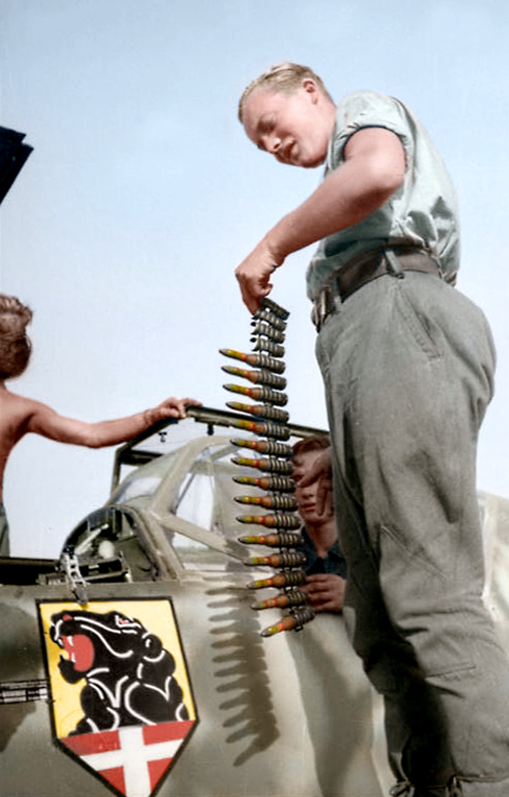
蘇聯列寧格勒附近，第54戰鬥機聯隊的官兵在維護一架Me 109戰鬥機

第54战斗机联队（德語：Jagdgeschwader 54，簡稱：JG 54）是隶属于纳粹德国空军的战斗机作战单位。該隊的作戰區域主要在東線，截至纳粹德国无条件投降，该单位累计击落了9,600多架敌机，僅次於JG 52。